# سوئیچی ناگوچی
سوئیچی ناگوچی (به ژاپنی: 野口 聡一)،(به انگلیسی: Soichi Noguchi) (زاده ۱۵ آوریل ۱۹۶۵ - یوکوهاما)فضانورد اهل ژاپن است.
وی مهندس هوافضا آژانس کاوش‌های هوافضای ژاپن است که برای اولین بار در ۲۶ ژوئیه ۲۰۰۵ در ماموریت اس‌تی‌اس-۱۱۴ ناسا به فضا رفت.

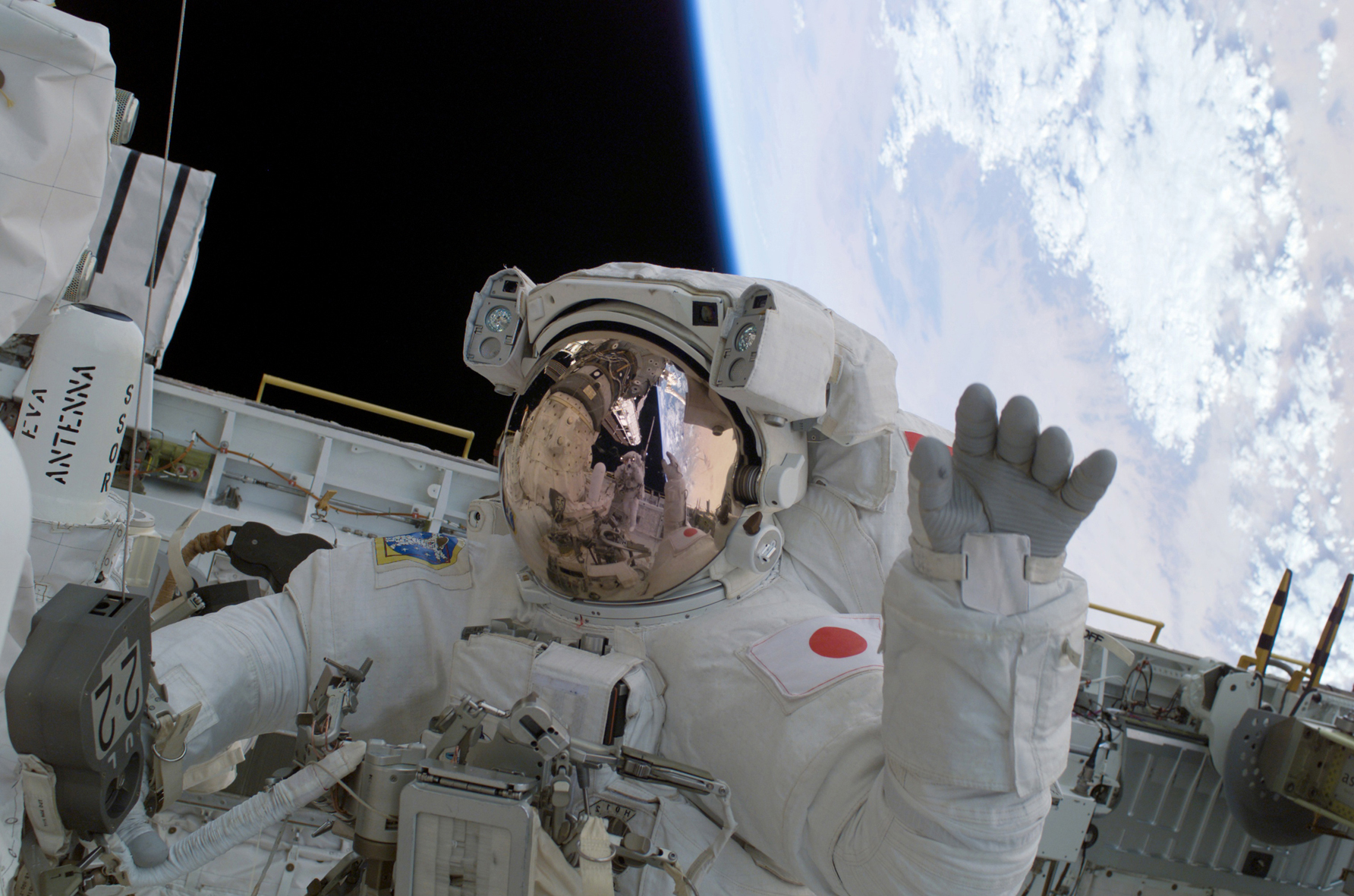
سوئیچی ناگوچی در حال پیاده‌روی فضایی در ماموریت اس‌تی‌اس-۱۱۴